# Miss Marple's Final Cases and Two Other Stories
Miss Marple's Final Cases and Two Other Stories är en novellsamling skriven av Agatha Christie och först publicerad i Storbritannien i oktober 1979. Boken innehåller åtta noveller, sex med Miss Marple och två andra noveller, och publicerades ursprungligen inte i USA eftersom de flesta av berättelserna hade publicerats tidigare i USA i olika tidskrifter.
År 2010 släpptes en ljudbok, som innehöll sex berättelser från boken plus novellen Greenshaw's Folly från samlingen Äventyret med julpuddingen med detektiven Hercule Poirot.

## Innehåll
- Sanctuary
- Strange Jest
- Tape-Measure Murder
- The Case of the Caretaker
- The Case of the Perfect Maid
- Miss Marple Tells a Story
- The Dressmaker's Doll
- In a Glass Darkly

## Litterär betydelse och mottagande
Robert Barnard: "Postum samling, som innehåller flera bra Marple-fall som tidigare bara fanns tillgängliga i USA. Också två övernaturliga historier, som Christie inte hade de stilistiska resurserna att lyckas med."

## Bearbetningar
Berättelserna The Tape-Measure Murder, The Case of the Perfect Maid och Sanctuary dramatiserades som avsnitt för BBC Radio 4:s radiodramaserie Miss Marple's Final Cases med June Whitfield i huvudrollen som Miss Marple och regi av av Joy Wilkinson. Handlingen i The Case of the Caretaker refereras till av miss Marples brorson Raymond West i avsnittet The Case of the Perfect Maid.
Berättelserna Strange Jest, The Case of the Perfect Maid och The Tape-Measure Murder ingick som avsnitt av den japanska anime-TV-serien Agatha Christie's Great Detectives Poirot and Marple 2004.
Greenshaw's Folly dramatiserades för ITV:s Miss Marple-serie 2013.